# جوارديا لومباردي
1. ↑  GeoNames (بالإنجليزية), 2005, QID:Q830106

غوارديا لومباردي ( ‎/'gwardia lom'bardi/‏ ) ، والمعروفة باسم لا أورديا ( ‎/la'wardja/‏ ) باللهجة الإيربينية ، هي بلدة صغيرة وبلدية في مقاطعة أفيلينو في كامبانيا ، إيطاليا . على ارتفاع 998 متر (3,274 قدم) ، وتقع في إيربينيا في جبال الأبنين بجنوب إيطاليا . لقد شهدت عددًا من الزلازل الكبرى طوال تاريخها والتي دمرت المدينة، وتعتبر ضمن المنطقة 1 من مؤشر التصنيف الزلزالي لـ Protezione Civile ، مما يشير إلى نشاط زلزالي مرتفع جدًا.
استوطن اللومبارديون المدينة لأول مرة في أواخر القرن السادس باعتبارها موقعًا دفاعيًا، مما أدى إلى ظهور اسمها. يُعرف شعب غوارديا باسم Guardiesi (غناء Guardiese). اعتبارًا من 2017 بلغ عدد سكان البلدة 1,698.
1. ↑  "Classificazione sismica" [Seismic classification]. Protezione Civile (بالإيطالية). Archived from the original on 2017-05-08. Retrieved 2017-12-30."Classificazione sismica" نسخة محفوظة 30 مايو 2015 at Archive.is [Seismic classification].
2. ↑  "Bilancio demografico anno 2016" [Demographic balance year 2016]. demo.istat.it (بالإيطالية). ISTAT. Archived from the original on 2023-11-08. Retrieved 2016-10-29.